# Leosama
Leosama is een bestuurslaag in het regentschap Belu van de provincie Oost-Nusa Tenggara, Indonesië. Leosama telt 1253 inwoners (volkstelling 2010).